# Monte della Madonna di Viggiano
Monte della Madonna di Viggiano este o arie protejată (arie specială de conservare — SAC, sit de importanță comunitară — SCI) din Italia întinsă pe o suprafață de 792 ha, integral pe uscat.

## Localizare
Centrul sitului Monte della Madonna di Viggiano este situat la coordonatele 40°22′37″N 15°51′02″E / 40.376944°N 15.850556°E.

## Înființare
Situl Monte della Madonna di Viggiano a fost declarat sit de importanță comunitară în iunie 1995 pentru a proteja 78 de specii de animale. Situl a fost protejat și ca arie specială de conservare în ianuarie 2017.

## Biodiversitate
Situată în ecoregiunea mediteraneană, aria protejată conține 5 habitate naturale: Păduri de fag din Apenini cu Taxus și Ilex, Păduri panonice-balcanice de stejar turcesc - stejar sesil, Păduri pe pante, grohotișuri și ravene de Tilio-Acerion, Pante stâncoase calcaroase cu vegetație casmofită, Pajiști uscate seminaturale și facies de acoperire cu tufișuri pe substraturi calcaroase (Festuco-Brometalia) (* situri importante pentru orhidee).
La baza desemnării sitului se află mai multe specii protejate:
- păsări (76): uliu păsărar (Accipiter nisus), pițigoi codat (Aegithalos caudatus), ciocârlie-de-câmp (Alauda arvensis), potârnichea de stâncă (Alectoris graeca), fâsă-de-câmp (Anthus campestris), fâsă de luncă (Anthus pratensis), fâsă de pădure (Anthus trivialis), acvilă de munte (Aquila chrysaetos), ciuf-de-pădure (Asio otus), cucuvea (Athene noctua), șorecarul comun (Buteo buteo), sticlete (Carduelis carduelis), Certhia brachydactyla, cojoaica de pădure (Certhia familiaris), florinte (Chloris chloris), botgros (Coccothraustes coccothraustes), porumbel gulerat (Columba palumbus), corb (Corvus corax), cioară neagră (Corvus corone), prepeliță (Coturnix coturnix), cuc (Cuculus canorus), pițigoi albastru (Cyanistes caeruleus), ciocănitoare pestriță mare (Dendrocopos major), Dryobates minor, presură sură (Emberiza calandra), presură de munte (Emberiza cia), presură bărboasă (Emberiza cirlus), presură galbenă (Emberiza citrinella), măcăleandru (Erithacus rubecula), șoim călător (Falco peregrinus), vânturel roșu (Falco tinnunculus), muscar-gulerat (Ficedula albicollis), cinteză (Fringilla coelebs), gaiță (Garrulus glandarius), capîntortură (Jynx torquilla), sfrâncioc roșiatic (Lanius collurio), Leiopicus medius, câneparul (Linaria cannabina), privighetoare (Luscinia megarhynchos), gaia neagră (Milvus migrans), gaia roșie (Milvus milvus), mierlă de piatră (Monticola saxatilis), codobatură galbenă (Motacilla alba), codobatură de munte (Motacilla cinerea), pietrar sur (Oenanthe oenanthe), grangur (Oriolus oriolus), ciuf-pitic (Otus scops), pițigoi mare (Parus major), vrabie de câmp (Passer montanus), pițigoi de brădet (Periparus ater), vrabie de stâncă (Petronia petronia), codroș de munte (Phoenicurus ochruros), codroșul de pădure (Phoenicurus phoenicurus), pitulice de munte (Phylloscopus bonelli), pitulice de munte (Phylloscopus collybita), pitulice sfârâitoare (Phylloscopus sibilatrix), coțofană (Pica pica), ciocănitoarea verde (Picus viridis), pițigoi sur (Poecile palustris), brumăriță de pădure (Prunella modularis), Ptyonoprogne rupestris, Pyrrhocorax pyrrhocorax, mugurarul (Pyrrhula pyrrhula), aușel sprâncenat (Regulus ignicapilla), mărăcinar negru (Saxicola torquatus), cănăraș (Serinus serinus), țiclete (Sitta europaea), turturică (Streptopelia turtur), huhurez mic (Strix aluco), silvie cu cap negru (Sylvia atricapilla), silvie de câmp (Sylvia communis), pănțărușul (Troglodytes troglodytes), mierlă (Turdus merula), sturz-cântător (Turdus philomelos), sturzul de vâsc (Turdus viscivorus), pupăză (Upupa epops)
- mamifere (1): lupul (Canis lupus)
- reptile (1): șarpele cu patru dungi (Elaphe quatuorlineata)

Pe lângă speciile protejate, pe teritoriul sitului au mai fost identificate 44 de specii de plante, 3 specii de amfibieni, 4 specii de mamifere, 4 specii de reptile.